# Jiwan Pur
Jiwan Pur, ook wel bekend als Johri Pur, is een census town in het district Noordoost-Delhi van het Indiase unieterritorium Delhi.

## Demografie
Volgens de Indiase volkstelling van 2001 wonen er 20.765 mensen in Jiwan Pur alias Johri Pur, waarvan 54% mannelijk en 46% vrouwelijk is. De plaats heeft een alfabetiseringsgraad van 67%.